# Wisłoka Dębica
Wisłoka Dębica – polski klub sportowy z Dębicy, założony w 1908 (tym samym jeden z najstarszych w kraju). Obecnie prowadzone są sekcje piłki nożnej, zapasów, siatkówki i koszykówki. W przeszłości, w ramach klubu działały również: sekcja bokserska (do 1981 jako „Wisłoka-Morsy”), brydża sportowego, lekkoatletyczna, karate, kolarstwa szosowego, podnoszenia ciężarów, szachów, tenisa stołowego, tenisa ziemnego oraz hokeja na lodzie i łyżwiarstwa figurowego (jako „sekcja sportów lodowych”, w latach 1973-1981).

## Informacje ogólne
- Pełna nazwa: Klub Sportowy Wisłoka Dębica
- Barwy: biało-zielone
- Adres: ul. Parkowa 1, 39-200 Dębica

## Historia
Początki klubu związane są z rokiem 1908 i grupą uczniów dębickiego Gimnazjum im. Franciszka Józefa (obecnie I Liceum Ogólnokształcące im. Króla Władysława Jagiełły), którzy założyli Koło Sportowe „Wisłoka”. Nazwa klubu została przyjęta od płynącej przez miasto rzeki. Działaczami „Wisłoki” w jej początkowych latach byli gimnazjalni nauczyciele: Jan Kozłowski, Stanisław Nagawiecki oraz Antoni Migdał, uznawany za nieformalnego, pierwszego prezesa. Propagatorem piłki nożnej jako sztandarowej dyscypliny klubu był Robert Mamczuk, grający w drużynie jako środkowy napastnik.

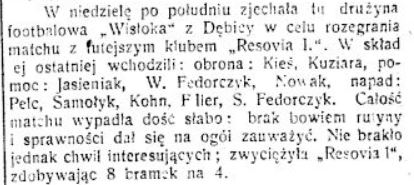
Informacja z „Kuriera Lwowskiego”, z dnia 5.10.1910 r. opisująca rozegrany w Rzeszowie mecz pomiędzy drużynami Wisłoki Dębica oraz Resovii Rzeszów.

Pierwsze mecze „Wisłoka” rozgrywała z drużynami z sąsiednich miast Galicji: Jasła, Mielca, Rzeszowa oraz Tarnowa. Początki klubu były bardzo trudne gdyż brakowało sprzętu, funduszy i boisk. Mecze rozgrywano na tzw. „Błoniach” znajdujących się północno-wschodniej części miasta. Działalność Koła Sportowego „Wisłoka” została przerwana przez I wojnę światową. Pierwszy na front wyruszył Antoni Migdał, a młodzi sportowcy pod wodzą prof. Tadeusza Gawrysia oraz Stanisława Mydlarczyka, wstąpili do Legionów Polskich. Spośród zawodników Wisłoki w walkach polegli: Mieczysław Galas, Kazimierz Jurczyński, Robert Mamczuk oraz Władysław Morbitzer.
Reaktywacja działalności nastąpiła w 1919 roku. Trzy lata później, klub został wpisany do „Rejestru Stowarzyszeń Sportowych” jako Towarzystwo Sportowe „Wisłoka”. W międzyczasie, dowództwo stacjonującego w Dębicy 20. Pułku Ułanów zezwoliło „Wisłoce” na rozgrywanie meczów, na wojskowym boisku w koszarach przy ul. Kościuszki. W 1923 roku, drużyna piłki nożnej została zgłoszona do rozgrywek o „mistrzostwo klasy C” w okręgu krakowskim, podokręgu tarnowskim.
Rywalizowała tam między innymi, z zespołami: Resovii, Sandecji Nowy Sącz, Tarnovii, Czarnych Jasło oraz Metalu Tarnów, a już rok później udało jej się wywalczyć awans do klasy „B”.
Drużyna sekcji piłki nożnej od sezonu 2006/2007 rozgrywała swoje mecze w ramach III ligi grupy IV. Po reformie systemu rozgrywek ligowych, sezon 2008/2009 Wisłoka rozpoczęła w grupie podkarpacko-lubelskiej nowej III ligi. W sezonie 2009/2010 Wisłoka uplasowała się na ostatniej pozycji w tabeli, i w latach 2010–2012 występowała w IV lidze piłkarskiej, sezon 2011/2012 kończąc spadkiem do klasy okręgowej. Już rok później w sezonie 2012/2013 drużyna seniorów powróciła do IV ligi; by grać tam tylko przez jeden sezon 2013/2014, w którym wywalczyła drugie miejsce w IV lidze, premiowane awansem do III ligi. Jednak w następnym sezonie zajęła ostatnie miejsce, spadając do IV ligi i w następnym sezonie spadli do klasy okręgowej. Sezon 2016/2017 przyniósł awans do IV ligi podkarpackiej. Od sezonu 2019/2020 Wisłoka występuje w III lidze (grupie IV).

## Stadion

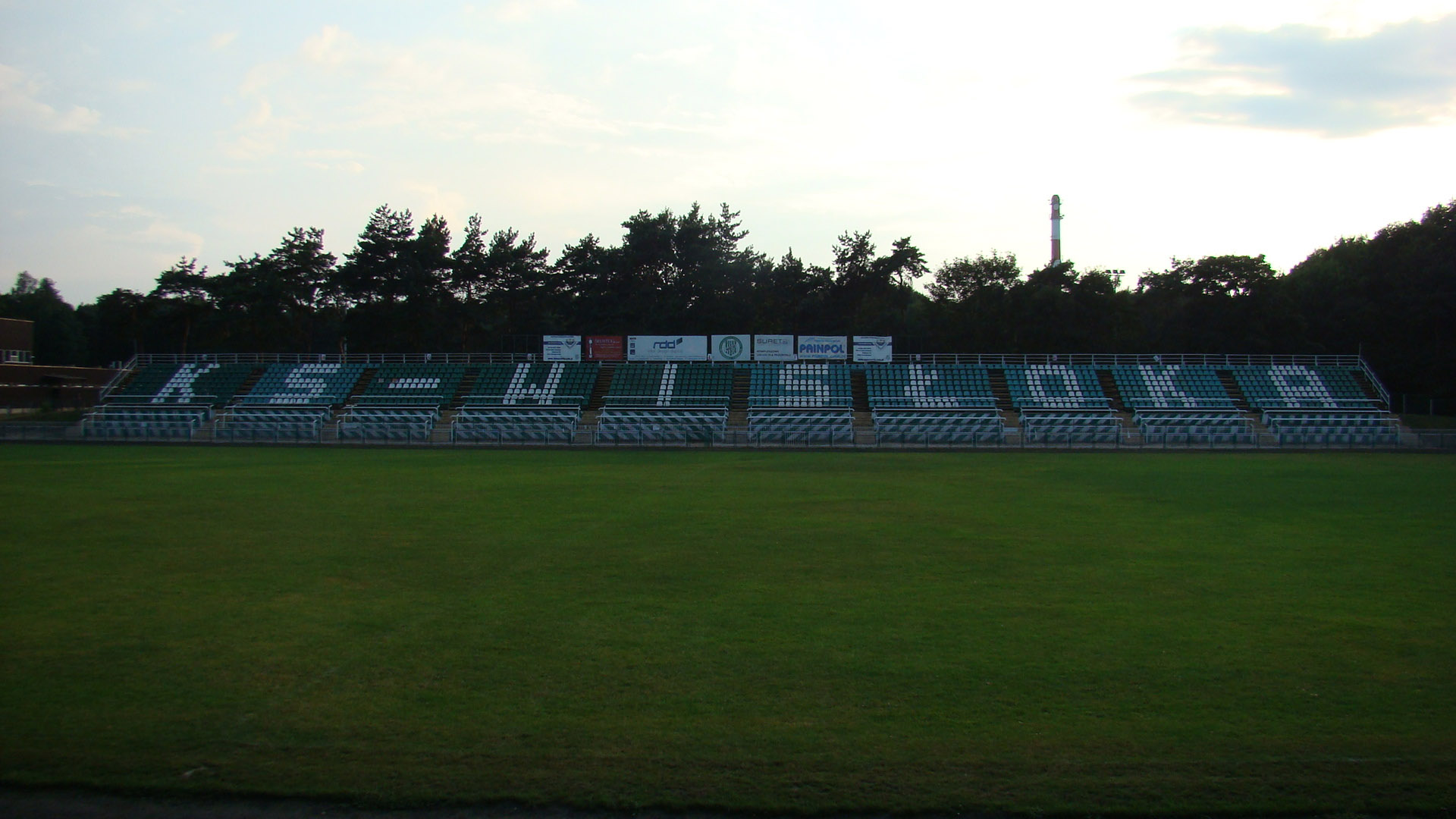
Stadion Wisłoki Dębica przy ul. Parkowej

Wisłoka rozgrywa mecze na Stadionie KS Wisłoka przy ul. Parkowej.
- Pojemność – około 2200 miejsc (w tym sektor gości 420 miejsc)
- Boisko – 103x68 m
- Zegar – elektroniczny
- Oświetlenie – 4 słupy LED[5]

## Sukcesy
- 5. miejsce w II lidze 1973/74
- 4. miejsce juniorów w Polsce w 1992
- Ćwierćfinał Pucharu Polski 1992/93
- 7. miejsce w II lidze 1993/94
- 11 sezonów spędzonych w II lidze: 1972-79, 1991-95

## Wisłoka w poszczególnych sezonach
Wyniki ze wszystkich sezonów Wisłoki
- 1908: Założenie klubu Wisłoka Dębica
- 1940–1945: Rozgrywki zawieszone z powodu II wojny światowej.
- 1962/1963: 4. miejsce w III lidze gr. II
- 1963−1967: brak danych
- 1967/1968: 12. miejsce w III lidze gr. II
- 1968/1969: 6. miejsce w III lidze gr. II
- 1969/1970: 5. miejsce w III lidze gr. II
- 1971/1972: 1. miejsce w III lidze gr. II (awans do II ligi)
- 1972/1973: 11. miejsce w II lidze
- 1973/1974: 5. miejsce w II lidze gr. południowej
- 1974/1975: 10. miejsce w II lidze gr. południowej
- 1975/1976: 9. miejsce w II lidze gr. południowej
- 1976/1977: 9. miejsce w II lidze gr. południowej
- 1977/1978: 12. miejsce w II lidze gr. południowej
- 1978/1979: 15. miejsce w II lidze gr. południowej (spadek)
- 1979/1980: 2. miejsce w III lidze gr. IV
- 1980/1981: 10. miejsce w III lidze gr. IV
- 1981/1982: 9. miejsce w III lidze gr. IV
- 1982/1983: 6. miejsce w III lidze gr. VIII
- 1983/1984: 6. miejsce w III lidze gr. VIII
- 1984/1985: 5. miejsce w III lidze gr. VIII
- 1985/1986: 4. miejsce w III lidze gr. VIII
- 1986/1987: 11. miejsce w III lidze gr. VIII (spadek)
- 1987/1988: 1. miejsce w IV lidze? (awans do III ligi)
- 1988/1989: 6. miejsce w III lidze gr. VIII
- 1989/1990: 12. miejsce w III lidze gr. południowo-zachodnia
- 1990/1991: 1. miejsce w III lidze gr. krakowskiej (awans do II ligi)
- 1991/1992: 14. miejsce w II lidze gr. wschodnia
- 1992/1993: 12. miejsce w II lidze gr. wschodnia
- 1993/1994: 8. miejsce w II lidze gr. wschodnia
- 1994/1995: 16. miejsce w II lidze gr. wschodnia (spadek)
- 1995/1996: 2. miejsce w III lidze gr. krakowska
- 1996/1997: 2. miejsce w III lidze gr. krakowska
- 1997/1998: 3. miejsce w III lidze gr. krakowska
- 1998/1999: 4. miejsce w III lidze gr. południowo-wschodnia
- 1999/2000: 4. miejsce w III lidze gr. południowo-wschodnia
- 2000/2001: 6. miejsce w III lidze gr. IV
- 2001/2002: 14. miejsce w III lidze gr. IV (spadek)
- 2002/2003: 5. miejsce w IV lidze gr. podkarpackiej
- 2003/2004: 4. miejsce w IV lidze gr. podkarpackiej
- 2004/2005: 2. miejsce w IV lidze gr. podkarpackiej
- 2005/2006: 1. miejsce w IV lidze gr. podkarpackiej (awans)
- 2006/2007: 9. miejsce w III lidze gr. IV
- 2007/2008: 12. miejsce w III lidze gr. IV (spadek)
- 2008/2009: 7. miejsce w III lidze gr. lubelsko-podkarpacka[a]
- 2009/2010: 16. miejsce w III lidze gr. lubelsko-podkarpacka (spadek)
- 2010/2011: 6. miejsce w IV lidze gr. podkarpacka
- 2011/2012: 15. miejsce w IV lidze gr. podkarpacka (spadek)
- 2012/2013: 1. miejsce w klasie okręgowej, gr. Dębica (awans)
- 2013/2014: 2. miejsce w IV lidze gr. podkarpacka (awans)
- 2014/2015: 18. miejsce w III lidze gr. lubelsko-podkarpacka (spadek)
- 2015/2016: 11. miejsce w IV lidze gr. podkarpacka (spadek)
- 2016/2017: 1 miejsce w klasie okręgowej, gr Dębica (awans)
- 2017/2018: 3. miejsce w IV lidze gr. podkarpacka
- 2018/2019: 1. miejsce w IV lidze gr. podkarpacka (awans)
- 2019/2020: 10. miejsce w III lidze gr. IV
- 2020/2021: 6. miejsce w III lidze gr. IV
- 2021/2022: 10. miejsce w III lidze gr. IV
- 2022/2023: 7. miejsce w III lidze gr. IV
- 2023/2024: 11. miejsce w III lidze, gr. IV
- 2024/2025: 10. miejsce w III lidze, gr. IV

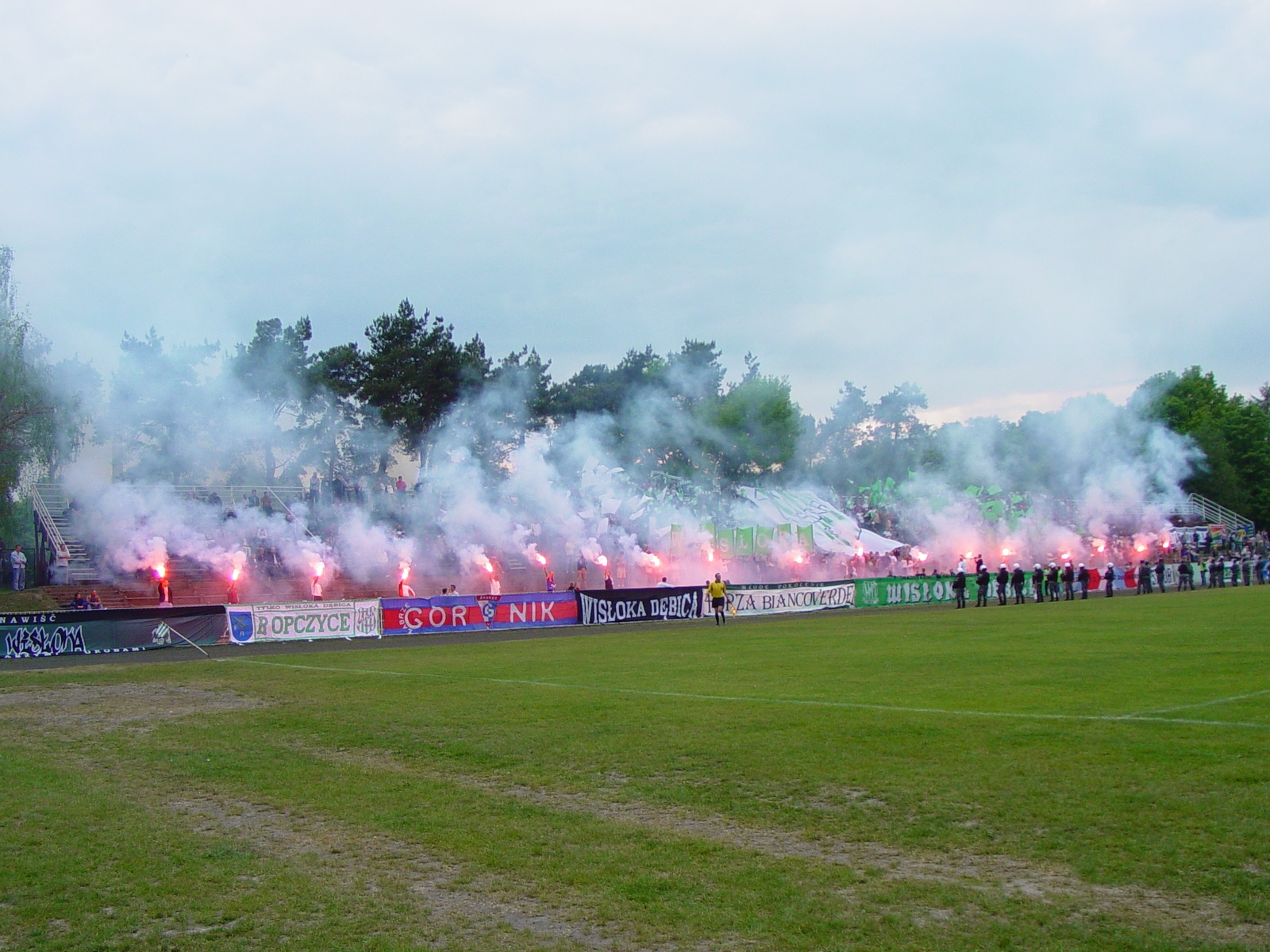
Kibice Wisłoki w Derbach Dębicy 14 V 2006

## Derby Dębicy
Derby piłkarskie pomiędzy Wisłoką a Igloopolem zostały określane jako Derby Dębicy. Rywalizacja obu zespołów została zainicjowana w sezonie III ligi edycji 1980/1981. W następnej edycji na trzecim poziomie rozgrywkowym doszło do kontynuacji dębickich potyczek piłkarskich. Przez kolejne 20 lat derby nie były rozgrywane z uwagi na występy obu drużyn na różnych poziomach ligowych. W tym okresie, w sezonie II ligi 1992/1993 oba zespoły występowały w tych rozgrywkach, jednak były ulokowane w osobnych grupach. Od 2004 Derby Dębicy były rozgrywane na piątym poziomie ligowym (IV liga) oraz w jednym sezonie na szóstym poziomie (klasa okręgowa).
Mecze derbowe są rozgrywane na Stadion Miejskim (Igloopolu) oraz na stadionie Wisłoki.
Kibice obu klubów są ze sobą zwaśnieni.
| Sezon     | Liga                         | Data         | Rezultat                     | Gole                                                 | Uwagi                                  |
| --------- | ---------------------------- | ------------ | ---------------------------- | ---------------------------------------------------- | -------------------------------------- |
| 1980/1981 | III liga, Grupa IV           | 04/05.X.1980 | Igloopol – Wisłoka 1:1 (1:0) |                                                      |                                        |
| 1980/1981 | III liga, Grupa IV           | 02/03.V.1981 | Wisłoka – Igloopol 3:0 (0:0) |                                                      |                                        |
| 1982/1983 | III liga, Grupa IV           | 09/10.X.1982 | Igloopol – Wisłoka 1:1 (1:0) |                                                      |                                        |
| 1982/1983 | III liga, Grupa IV           | 28/29.V.1983 | Wisłoka – Igloopol 0:1 (0:0) |                                                      |                                        |
| 2004/2005 | IV liga, Grupa Podkarpacka   | 10.X.2004    | Igloopol – Wisłoka 1:0 (1:0) | Zołotar ’45                                          | Widownia: 5500                         |
| 2004/2005 | IV liga, Grupa Podkarpacka   | 21.V.2005    | Wisłoka – Igloopol 2:1 (1:0) | Stalec ’22, Kantor ’54 / P. Bogacz ’68               | Na stadionie Igloopolu. Widownia: 4800 |
| 2005/2006 | IV liga, Grupa Podkarpacka   | 05.X.2005    | Igloopol – Wisłoka 2:1 (1:0) | Bobek ’55, Juszkiewicz (k.) ’89 / D. Kantor (k.) ’10 | Widownia: 3300                         |
| 2005/2006 | IV liga, Grupa Podkarpacka   | 14.V.2006    | Wisłoka – Igloopol 4:0 (2:0) | Kalita ’20, ’63, D. Kantor ’33, Królikowski ’67      | Widownia: 2000                         |
| 2011/2012 | IV liga, Grupa Podkarpacka   | 15.X.2011    | Igloopol – Wisłoka 1:2       |                                                      | Widownia: 2200                         |
| 2011/2012 | IV liga, Grupa Podkarpacka   | 19.V.2012    | Wisłoka – Igloopol 0:1       |                                                      | Widownia: 2200                         |
| 2012/2013 | Klasa okręgowa, Grupa Dębica | 07.XI.2012   | Igloopol – Wisłoka 1:1       |                                                      | Widownia: 700                          |
| 2012/2013 | Klasa okręgowa, Grupa Dębica | 16.VI.2013   | Wisłoka – Igloopol 1:2       | Konrad ’40 / Brzostowski ’21, ’61                    | Sędzia: Mariusz Złotek. Widownia: 2000 |
| 2017/2018 | IV liga, Grupa Podkarpacka   | 15.X.2017    | Igloopol – Wisłoka 0:0       |                                                      |                                        |
| 2017/2018 | IV liga, Grupa Podkarpacka   | 19.V.2018    | Wisłoka – Igloopol 1:2 (1:1) | Fedan ’25 / Wanat ’13, Syguła ’66                    | Widownia: ok. 2000                     |
| 2018/2019 | IV liga, Grupa Podkarpacka   | 18.VIII.2018 | Wisłoka – Igloopol 3:0       | Gwiazda ’1, Cabała ’60, Bożek ’85                    | Widownia: 1600                         |
| 2018/2019 | IV liga, Grupa Podkarpacka   | 23.III.2019  | Igloopol – Wisłoka 0:0       |                                                      | Widownia: niespełna 1000               |

| - 1980/1981: 10 – Wisłoka, 11 – Igloopol (/15) - 1982/1983: 1 – Igloopol , 6 – Wisłoka (/14) - 2004/2005: 2 – Wisłoka, 8 – Igloopol (/18) - 2005/2006: 1 – Wisłoka , 3 – Igloopol (/18) - 2011/2012: 13 – Igloopol , 15 – Wisłoka (/16) - 2012/2013: 1 – Wisłoka , 2 – Igloopol (/16) - 2017/2018: 3 – Wisłoka, 8 – Igloopol (/17) - 2018/2019: 1 – Wisłoka , 11 – Igloopol (/18) |                   | \| Bilans derbów Dębicy w rozgrywkach ligowych \| Bilans derbów Dębicy w rozgrywkach ligowych \| Bilans derbów Dębicy w rozgrywkach ligowych \| Bilans derbów Dębicy w rozgrywkach ligowych \| Bilans derbów Dębicy w rozgrywkach ligowych \| \| Liczba meczów \| Wygrane Igloopolu \| Remisy \| Wygrane Wisłoki \| Stosunek goli \| \| ------------------------------------------- \| ------------------------------------------- \| ------------------------------------------- \| ------------------------------------------- \| ------------------------------------------- \| \| 16 \| 6 \| 5 \| 5 \| 14:20 \| |                 |               |
| Bilans derbów Dębicy w rozgrywkach ligowych |                   | |                 |               |
| Liczba meczów | Wygrane Igloopolu | Remisy | Wygrane Wisłoki | Stosunek goli |
| 16 | 6                 | 5 | 5               | 14:20         |

## Osiągnięcia pozostałych sekcji
Ławka: BR-Józef Ciołek OB-Mieczysław Gosek

### Zapasy
- Olimpiada

–  złoto – Kazimierz Lipień – Montreal 1976,
–  srebro – Józef Lipień – Moskwa 1980,
–  brąz – Kazimierz Lipień – Monachium 1972
–  brąz – Andrzej Skrzydlewski – Montreal 1976
- Mistrzostwa Świata (złote medale):

–  Józef Lipień – Teheran 1973,
–  Kazimierz Lipień – Teheran 1973,
–  Kazimierz Lipień – Katowice 1974,
–  Ryszard Świerad – Göteborg 1981,
–  Roman Wrocławski – Katowice 1982
- Mistrzostwa Europy (złote medale):

–  Jan Michalik – Katowice 1972,
–  Jan Michalik – Helsinki 1973,
–  Kazimierz Lipień – Ludwigshafen 1975,
–  Kazimierz Lipień – Leningrad 1976,
–  Kazimierz Lipień – Oslo 1978,
–  Ryszard Świerad – Göteborg 1981
- Mistrzostwa Polski:

–  Artur Skrobucha – Dębica 1993,
–  Sebastian Jasiewicz – Dębica 1993

### Boks
- Mistrzostwa Europy

–  srebro – Roman Gotfryd – Halle 1977,
–  brąz – Roman Gotfryd – Belgrad 1978.

### Kolarstwo
- Indywidualne Mistrzostwa Polski:

–  złoto – Andrzej Barszcz – Nysa 1990,
–  brąz – Stanisław Czaja – Radom 1977.

### Karate
- Mistrzostwa Polski:

–  brąz – Piotr Szczerba – Szczecin 1988,
–  brąz – Piotr Szczerba – Prudnik 1990,
–  brąz – Janusz Szeliga – Prudnik 1990,
–  brąz – Piotr Szczerba – Dębica 1991.
–  brąz – Tomasz Żelazny – Bełchatów 1991.

### Hokej na lodzie
Od 1974 do 1982 działała klubowa sekcja hokeja na lodzie, która pod nazwą KS Śnieżka – Wisłoka funkcjonowała na lodowisku przy ul. Karola Świerczewskiego.